# Исидора (ТВ филм)
„Исидора” је  југословенски телевизијски филм из 1995. године.  Режирао га је Слободан Радовић а сценарио је написала Јелица Зупанц.

## Улоге
| Глумац                | Улога                         |
| --------------------- | ----------------------------- |
| Љиљана Крстић         | Исидора Секулић               |
| Југослава Драшковић   | млада Исидора                 |
| Ана Јанковић          | Исидора као дете              |
| Слободан Ћустић       | Емил Стремнички, муж Исидорин |
| Милан Цаци Михаиловић | Данило Секулић, отац Исидорин |
| Далибор Делибашић     |                               |
| Слободан Љубичић      |                               |
| Александра Мишић      |                               |